# Курганье (Брянская область)
Курганье — поселок в Новозыбковском городском округе Брянской области.

## География
Находится в западной части Брянской области на расстоянии приблизительно 17 км на восток-северо-восток по прямой от районного центра города Новозыбков.

## История
Упоминался в 1926 году как поселение с двумя сотнями жителей. До 2019 года входил в состав Старокривецкого сельского поселения Новозыбковского района до их упразднения.

## Население
Численность населения: 29 человек в 2002 году (русские 100 %), 10 в 2010.